# 虢王镇
虢王镇，是中华人民共和国陕西省宝鸡市凤翔区下辖的一个乡镇级行政单位。

## 行政区划
虢王镇下辖以下地区：
虢王村、江湖村、汶家村、西谢村、三家庄村、万丰村、田家村、九家庄村、刘淡村和马洛村。